# Darinka Matić Marović
Darinka Matić Marović (Herceg Novi, 6. februar 1937 — Beograd, 15. jul 2020) bila je srpska dirigentkinja , rektor Univerziteta umetnosti u Beogradu i dekan Fakulteta muzičke umetnosti. Bila je prva žena rektor u Srbiji. Rektor Fakulteta muzičke umetnosti bila je u čak pet mandata. Kao dirigentkinja vodila je hor Kolegijum muzikum (od 1971) i hor Obilić (od 1981) i za 45 godina karijere dirigovala na više od deset hiljada koncerata.

## Biografija
Rođena je u Herceg Novom. Otac Darinke Matić Marović bio je artiljerijski oficir Kraljevine Jugoslavije, a majka Zora radila je kao službenica. Brat Stevan i Darinka rano su ostali bez oca, koji je nestao tokom Drugog svetskog rata. Porodica nikada nije saznala šta se sa njim desilo. Iako su živeli vrlo skromno, njena majka, poreklom iz ugledne porodice, je bila istrajna u nameri da deci pruži mogućnost da se obrazuju. Smatrala da Darinka, kao žensko dete, treba da ima muzičko obrazovanje. Upisala je na privatne časove klavira. Već sa 13 godina, Darinka je imala angažman u džez orkestru Boke kotorske. U mladosti se uspešno bavila i sportom, gimnastikom, plivanjem, streljaštvom i veslanjem. Bila je i prvakinja Crne Gore u plivanju. Majčina upornost i odlučnost se isplatila. Darinka i Stevan završili su fakultete, Stevan arhitekturu, a Darinka Fakultet muzičkih umetnosti. Kao student radila je u Baletskoj školi Lujo Davičo i igrala u folklornom ansamblu KUD Branko Krsmanović. Sa ovim društvom je kao igrač i pevač obišla čitav svet. U više intervjua je navela da je majčina upornost i požrtvovanost da joj omogući školovanje, uprkos teškoj materijalnoj situaciji, bila jedna od presudnih stvari u njenom uspehu.
Bila je udata za Branislava Matića, profesora književnosti, koji je preminuo 2006. godine. Preminula je u 84. godini života. Sahranjena je u Aleji zaslužnih građana na Novom groblju u Beogradu.

## Obrazovanje
U Kotoru je završila višu realnu gimnaziju i muzičku školu. Školovanje je nastavila u Beogradu. Diplomirala je na Fakultetu muzičke umetnosti 1959. godine i to na nastavnom odseku, gde joj je klavir bio glavni predmet. Zatim je završila i odsek dirigovanje u klasi profesora  Mihaila Vukdragovića (1971). Od 1964. do 1971. godine radila je u muzičkoj školi Stanković i na Fakultetu muzičke umetnosti.

## Dirigentska karijera
Na inicijativu profesora Vojislava Ilića, 1971. godine, od studentkinja Fakulteta muzičke umetnosti osnovan je ženski akademski hor Kolegijum muzikum. Za dirigenta hora bila je postavljena Darinka Matić Marović. Takođe je, iz folklornog ansambla Krsmanović prešla u Akademski hor Obilić, tada pod dirigentskom palicom Bogdana Babića. Ubrzo je postala njegov asistent u vođenju hora. Nakon smrti profesora Babića 1981. godine, postala je i zvanični glavni dirigent Akademskog hora Obilić. Izvodili su značajna dela domaće i svetske muzičke literature. Sa oba hora, ostvarila je brojne turneje. Dirigovala je u preko 40 zemalja sveta. Turneje hora u SAD i u Kanadi, podrazumevale su preko stotinu nastupa. Imala je priliku da diriguje u najprestižnijim dvoranama u svetu, poput Karnegi hola, Muzikferajna u Beču, Mocarteuma u Salcburgu. Hor Kolegijum muzikum je samo na BEMUS-u imao preko osamdeset premijernih izvođenja.

## Uspesi
Nastupala je sa mnogobrojnim uglednim orkestrima u zemlji i inostranstvu. Neki od njih su Beogradska, Zagrebačka, Skopska filharmonija, simfonijskim orkestrom RTS-a. Ostvarila je i saradnju sa operskim kućama u Italiji, Rumuniji, Sovjetskom Savezu.
Savez estradno-muzičkih umetnika nagradio je Darinku Matić Marović 2018. godine godišnjom Nacionalnom nagradom.

## Zanimljivosti
- Tokom angažmana u džez orkestru Boka kotorske, kao platu je dobijala bonove za hranu.[12]
- Ni kao dete, ni kao student, nije imala klavir. Vežbe ruku radila je na stolu. Prvi pijanino klavir kupila je posle diplomiranja.[5]
- Kako je kao dete bila uspešna i u sportu i u muzici, prekretnica da se okrene muzici, bila je nezgoda na gimnastičkom nastupu, kada je pri nezgodnom doskoku slomila levu ruku.[5]
- Glasove u horu je postavljala po principu šahovskog polja.[13]
- Osnovana je nagrada pod njenim imenom koja se dodeljuje od 2021. godine u Kotoru.[14]

## Spoljašnje veze
- Darinka Matić Marović на веб-сајту  (језик: енглески)
- Darinka Matić Marović na sajtu Discogs(језик: енглески)
- Tvoje pesme, moji snovi: Darinka Matić-Marović, RTS
- Veliko priznanje profesorima Univerziteta umetnosti, Blic
- Za sva vremena - Akademski hor Kolegijum muzikum, RTS
- Tako stoje stvari - Intervju - Darinka Matić Marović - 25.03.2016.
- Njen život je bio muzika („Politika”, 16. jul 2020)
- Vedar osmeh i čvrsta ruka („Politika”, 18. jul 2020)